# 拉里维耶尔-圣索沃尔
拉里维耶尔-圣索沃尔（法語：La Rivière-Saint-Sauveur，法語發音：[la ʁivjɛʁ sɛ̃ sovœʁ] ⓘ）是法国卡尔瓦多斯省的一个市镇，属于利雪区。该市镇总面积5.39平方公里，2009年时的人口为2,538人。

## 人口
拉里维耶尔-圣索沃尔人口变化图示
| 数据来源：INSEE |